# Požeženo
Požeženo (em cirílico:Пожежено) é uma vila da Sérvia localizada no município de Veliko Gradište, pertencente ao distrito de Braničevo, na região de Braničevo. A sua população era de 799 habitantes segundo o censo de 2002.

## Demografia
| 1948  | 1953  | 1961  | 1971  | 1981  | 1991 | 2002 |
| ----- | ----- | ----- | ----- | ----- | ---- | ---- |
| 1 189 | 1 252 | 1 215 | 1 154 | 1 102 | 962  | 799  |